# Vining (Iowa)
Vining es una ciudad ubicada en el condado de Tama en el estado estadounidense de Iowa. En el Censo de 2010 tenía una población de 50 habitantes y una densidad poblacional de 33,63 personas por km².

## Geografía
Vining se encuentra ubicada en las coordenadas 41°59′28″N 92°23′15″O / 41.99111, -92.38750. Según la Oficina del Censo de los Estados Unidos, Vining tiene una superficie total de 1.49 km², de la cual 1.49 km² corresponden a tierra firme y (0%) 0 km² es agua.

## Demografía
Según el censo de 2010, había 50 personas residiendo en Vining. La densidad de población era de 33,63 hab./km². De los 50 habitantes, Vining estaba compuesto por el 90% blancos, el 0% eran afroamericanos, el 10% eran amerindios, el 0% eran asiáticos, el 0% eran isleños del Pacífico, el 0% eran de otras razas y el 0% pertenecían a dos o más razas. Del total de la población el 0% eran hispanos o latinos de cualquier raza.